# Nationaal Tehuis
Het Nationaal Tehuis was tussen 1936 en 1945 een nationaalsocialistisch complex van gebouwen en terreinen op de Goudsberg te Lunteren. Het geheel moest doen denken aan de Reichsparteitagsgelände in Neurenberg, waar de NSDAP van Adolf Hitler zijn grote partijbijeenkomsten hield. Van het NSB-complex is alleen het als de Muur van Mussert bekend staande bouwwerk met de daarvoor liggende openluchtvergaderplaats bewaard gebleven. In 2018 werd deze plek aangewezen als rijksmonument.

## Oorsprong
De Nationaal-Socialistische Beweging (NSB) van Anton Mussert kocht een stuk grond op de Goudsberg te Lunteren om daar een centraal in Nederland gelegen plek te creëren voor grote partijbijeenkomsten. Het complex moest met zijn monumentale uitstraling getuigen van het streven van de NSB naar volkseenheid en leiderschap. Ook zouden daar in een te bouwen mausoleum de groten van de NSB (onder anderen te zijner tijd Mussert zelf en plaatsvervangend leider Cornelis van Geelkerken) en de voor hun idealen gestorven kameraden (als Peter Ton en Hendrik Koot) hun laatste rustplaats vinden. Uiteindelijk is van dit alles weinig gerealiseerd.

## Realisatie
Er werd een 'Stichting Nationaal Tehuis' opgericht die de totstandkoming moest verwezenlijken. In het oprichtingsbestuur van de stichting namen zitting:
- W.G. Nieuwenkamp, directeur. Hij was Musserts financieel adviseur en leider van het Strijd- en Verkiezingsfonds van de NSB.
- F.W. van Bilderbeek, administrateur. Hij was penningmeester van de NSB.
- N.J. Alblas, beheerder.
- Mart. Jansen, architect. Hij was de beoogd bouwer van het complex. Ook was hij Banheer van de Nationale Jeugdstorm.

De in 1938 gebouwde 'Muur van Mussert' werd 150 meter lang en tien meter hoog. In de muur is een kamertje waar Mussert beleidsvoornemens aan Hitler schreef. Er kwam een 38 meter lange vlaggenmast bij. Bij de muur werden zes grote bijeenkomsten gehouden, "Hagespraken", waar maximaal per keer zo'n 20.000 NSB'ers bij aanwezig waren. De NSB deed echter voorkomen - door foto's te manipuleren - dat het er 50.000 tot 70.000 waren. De financiering van het gehele complex kwam tot stand op basis van bijdragen van de leden van de NSB. Gedurende de jaren 1938-1941 werd er gebouwd, maar vermoedelijk is het complex niet geheel gerealiseerd zoals de oorspronkelijke bedoeling was. De oorlogsomstandigheden en gebrek aan financiën hebben voltooiing verhinderd.

## Inrichting
Uiteindelijk bestond het Nationaal Tehuis uit een stuk grond van circa 16 hectare, waarop enige gebouwen (vergaderruimten, facilitaire voorzieningen) waren geplaatst, benevens een parkeerplaats. Kern van het gebied was de grote komvormige plek boven op de heuvel. Dat was de plek waar van 1936 tot 1940 de jaarlijkse Hagespraak werd gehouden. Deze komvormige ruimte werd begrensd door een grote, gebogen gemetselde muur met een spreekgestoelte. De laatste Hagespraak was op 22 juni 1940.

## Hagespraken

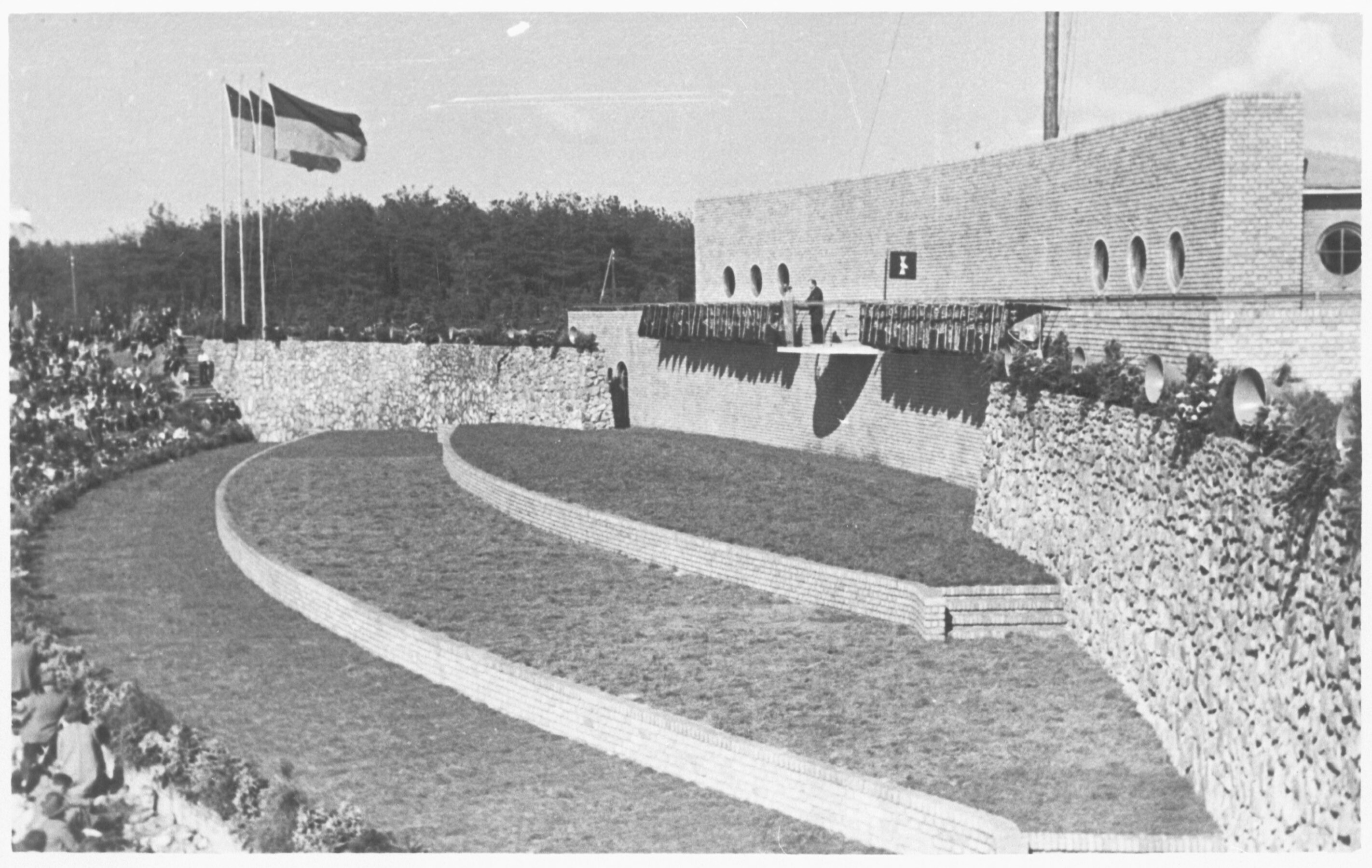
Op 22 juni 1940 organiseerde de NSB op haar partijterrein in Lunteren de 'Hagespraak der Bevrijding', de eerste massale bijeenkomst van de beweging na de Duitse inval. Mussert wilde de Duitse bezetters tonen dat zij aan de NSB een trouwe bondgenoot hadden. De foto's van de bijeenkomst stuurde Mussert trots aan Hitler.
Deze foto is afkomstig uit het archief van de Fotodienst der NSB

De NSB wilde met de Hagespraken de eenheid van de partij benadrukken. Ieder lid werd opgeroepen om jaarlijks op Tweede Pinksterdag acte de présence op de Goudsberg te geven. Het was het jaarlijkse moment waarop de NSB'ers zich onder elkaar konden voelen en waarop ze zich aan elkaar konden sterken, tegen wat werd ervaren als 'de grote boze buitenwereld'. De opkomst was steevast groot: vele duizenden NSB-leden begaven zich naar dit jaarlijkse 'uitje'. Er waren toespraken door Mussert en Van Geelkerken en vaste sprekers van de NSB als Gerhardus Dieters, ds. Gerrit van Duyl, Adriaan van Hees, Jan Hollander en G.F. Vlekke. Ook coryfeeën als Max de Marchant et d'Ansembourg, E.J. Roskam en H.J. Woudenberg voerden menigmaal het woord. Er werd aan samenzang gedaan, onder leiding van de 'zangleider' Melchert Schuurman jr., er waren optredens van vendelzwaaiers en van de Weerbaarheidsafdeling.
De Hagespraken vonden plaats op:
1. Maandag 1 juni 1936 (Tweede Pinksterdag)
2. Maandag 17 mei 1937 (idem)
3. Zaterdag 9 oktober 1937 - De 'Hagespraak der Trouwe'. Dit was geen reguliere Hagespraak. Bij de verkiezingen van mei 1937 was het aantal stemmen op de NSB gehalveerd. Er heerste grote verslagenheid. Prominente leden beëindigden hun lidmaatschap en de inkomsten namen af. Er ontstond in de zomer van 1937 een machtsstrijd in de partij. Een aantal prominente NSB'ers stelde Mussert verantwoordelijk voor de verkiezingsnederlaag en wilde hem vervangen. Mussert won deze strijd en in september 1937 werden vele vooraanstaande NSB'ers geroyeerd of gedwongen te vertrekken. Na deze affaire werd op 9 oktober 1937 een Hagespraak georganiseerd om het vertrouwen in de partij te herstellen.
4. Maandag 6 juni 1938 (Tweede Pinksterdag)
5. Maandag 29 mei 1939 (idem)
6. Maandag 13 mei 1940 (idem) - deze Hagespraak werd afgelast vanwege de Duitse inval op 10 mei 1940 en verplaatst naar:
7. Zaterdag 22 juni 1940 De 'Hagespraak der Bevrijding'.

Hierna hebben er geen Hagespraken meer plaatsgevonden. De Duitse bezetter verbood politiek getinte massabijeenkomsten. Een andere reden waarom de Hagespraken niet meer plaatsvonden is de rationering van benzine door de bezetter. Hierdoor kon vervoer met bussen naar Lunteren niet meer worden geregeld.

## Maquette

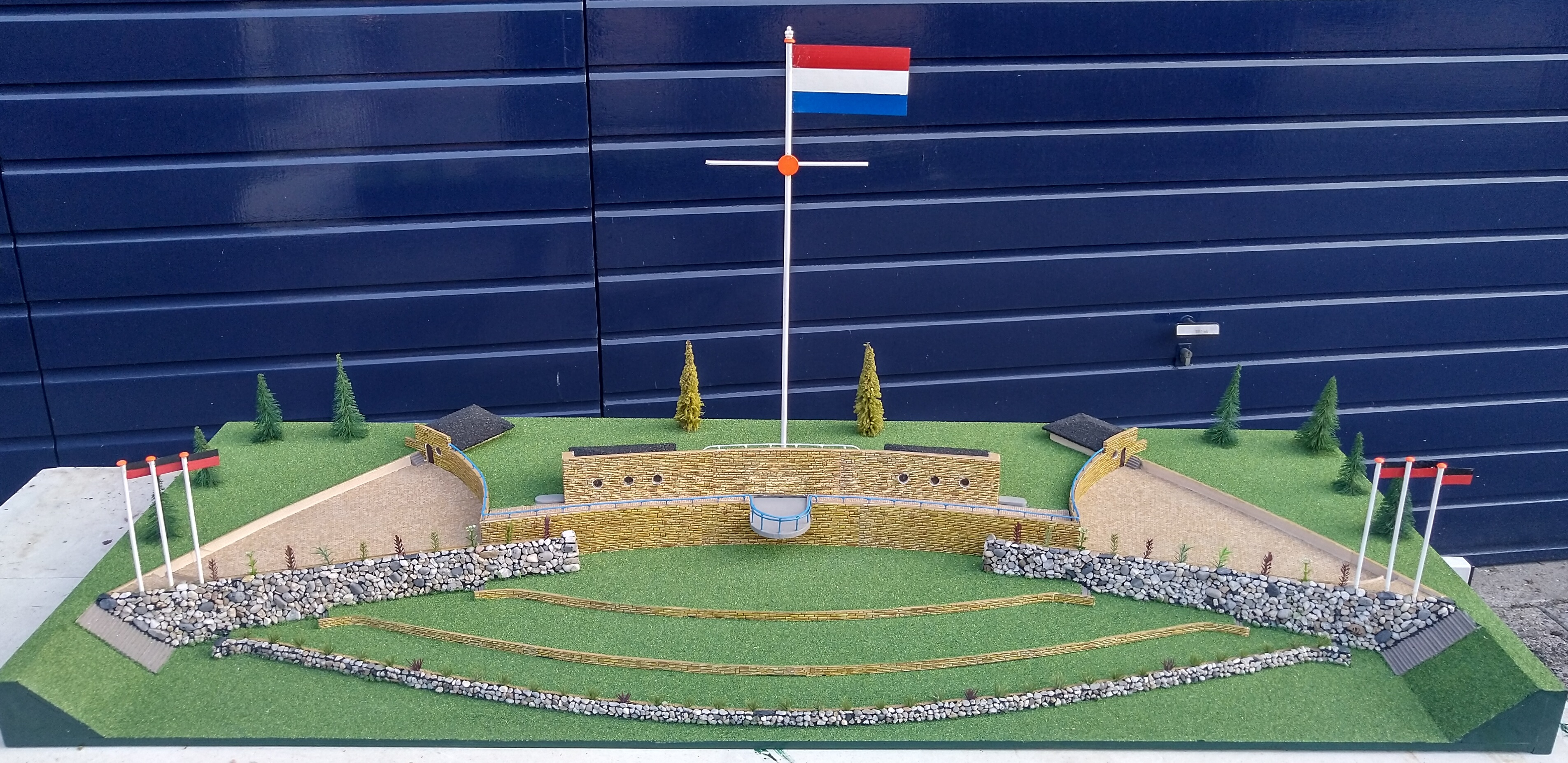
Schaalmodel

In 2019 is er  een schaalmodel van het bouwwerk gemaakt op een schaal van 1:75.

## Na de oorlog

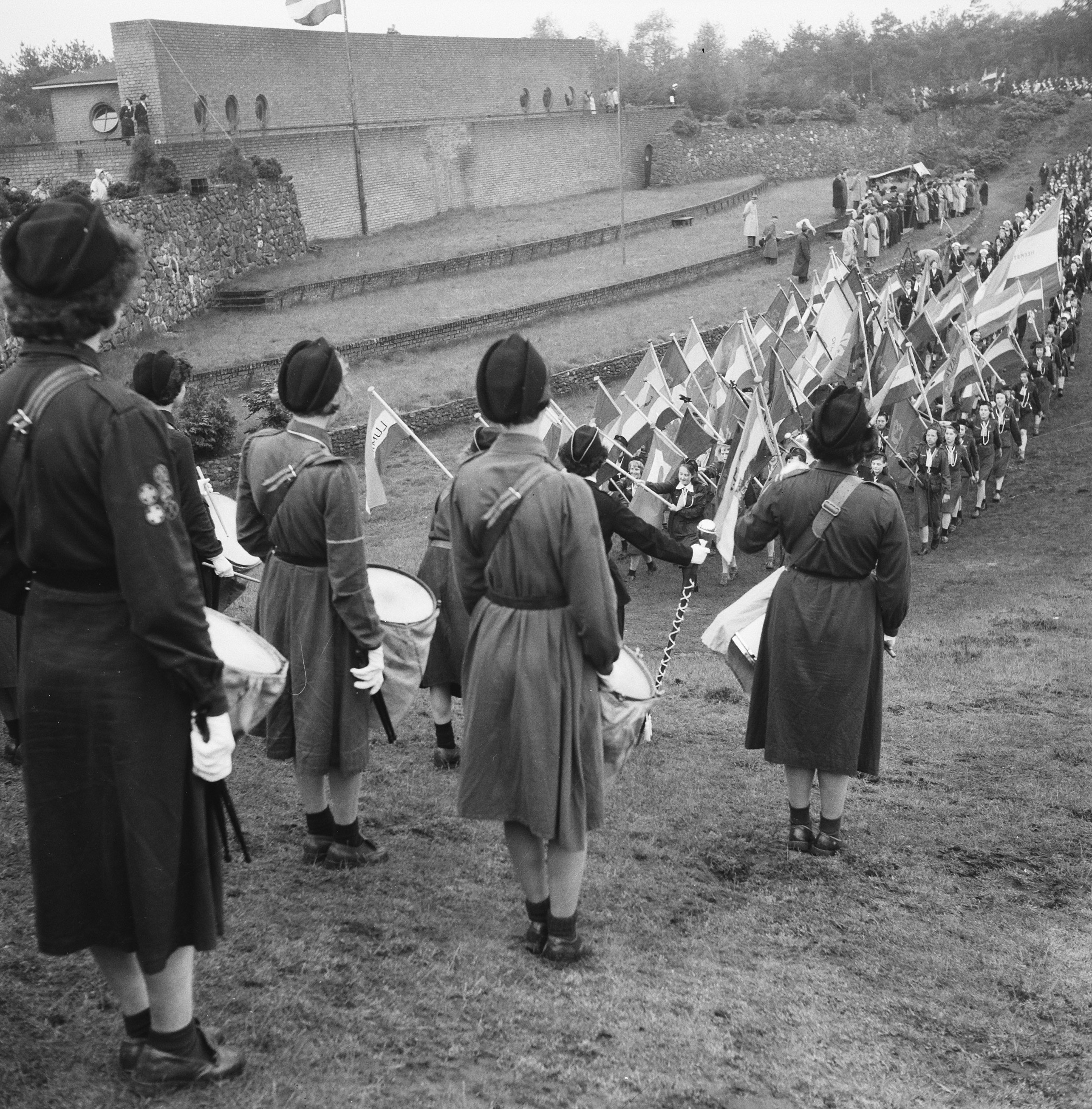
Complex in 1951 in gebruik door de padvinderij

Het Nederlands Padvindsters Gilde defileerde er na de oorlog voor koningin Juliana. Haar echtgenoot prins Bernhard en bisschop Joseph Baeten werden er ontvangen door de Katholieke Verkenners. De tegen de achterzijde van de muur gebouwde vertrekken zijn in gebruik geweest als vakantieverblijf. Anno 2017 ligt op het terrein een bungalowpark en een camping. De openluchtvergaderplaats was enige tijd, middels daar geplaatste stacaravans, in gebruik als huisvesting voor Oost-Europese arbeidskrachten. Het kantoortje van Mussert in de muur is bij de plaatselijke jeugd in gebruik als hangplek.
In 2015 werd door de Stichting Erfgoed Ede, mede namens Erfgoedvereniging Heemschut en de oudheidkundige verenigingen Oud Ede en Oud Lunteren bij het ministerie van OCW een verzoek ("suggestie") ingediend om de muur een monumentenstatus te geven. Onderzoek daarnaar, gepland voor 2016 door de Rijksdienst voor het Cultureel Erfgoed, was anno 2017 nog niet uitgevoerd; begin 2017 werd toegezegd dat de ingediende suggestie niet langer op dat onderzoek hoefde te wachten, maar in behandeling zou worden genomen. Kort daarna, na overleg met "Haagse collega's" werd die toezegging weer ingetrokken. Er moest toch op onderzoek, een "verkenning" worden gewacht, en dat wachten kon, zo werd gemeld, (wederom) twee jaar gaan duren. Ondertussen "[brokkelde] de Muur van Mussert af".
In november 2017 werd door de campingeigenaar een sloopvergunning voor de muur aangevraagd. Dertig historici, publicisten en museumdirecteuren schreven na die aanvraag in een brandbrief aan minister Ingrid van Engelshoven dat de muur tot het nationaal erfgoed behoort en om die reden behouden dient te blijven. Zij verzochten om in elk geval met het verstrekken van een sloopvergunning te wachten totdat de Rijksdienst voor het Cultureel Erfgoed in 2018 zijn oordeel over de muur had gegeven. De brandbrief leidde tot Kamervragen van SP en D66. Het ministerie liet weten dat de muur, op grond van ingediende aanvragen tot aanwijzing als monument, voorlopig niet gesloopt mocht worden. In februari 2018 bepaalde de minister dat de muur inderdaad als rijksmonument zou worden aangewezen. Op Open Monumentendag 2018 werd de Muur door minister Van Engelshoven tijdens een toespraak ter plaatse officieel aangewezen als rijksmonument. Er zijn plannen voor het opzetten van een beheerstichting die de restauratie van het bouwwerk gaat organiseren en uitvoeren. In 2024 was met restauratie nog geen aanvang gemaakt.
 Portaal: Fascisme en nationaalsocialisme in Nederland · Fascisme · Nationaalsocialisme